# Oestophora ortizi
Oestophora ortizi is een slakkensoort uit de familie van de Trissexodontidae. De wetenschappelijke naam van de soort is voor het eerst geldig gepubliceerd in 1991 door De Winter & Ripken.